# Tien Kung
Les missiles Tien Kung (en chinois : 天弓, signifiant « Arc-en-ciel »), sont une série de missiles sol-air développés par la République de Chine (Taïwan), actuellement utilisés à des fins défensives.

## Développement

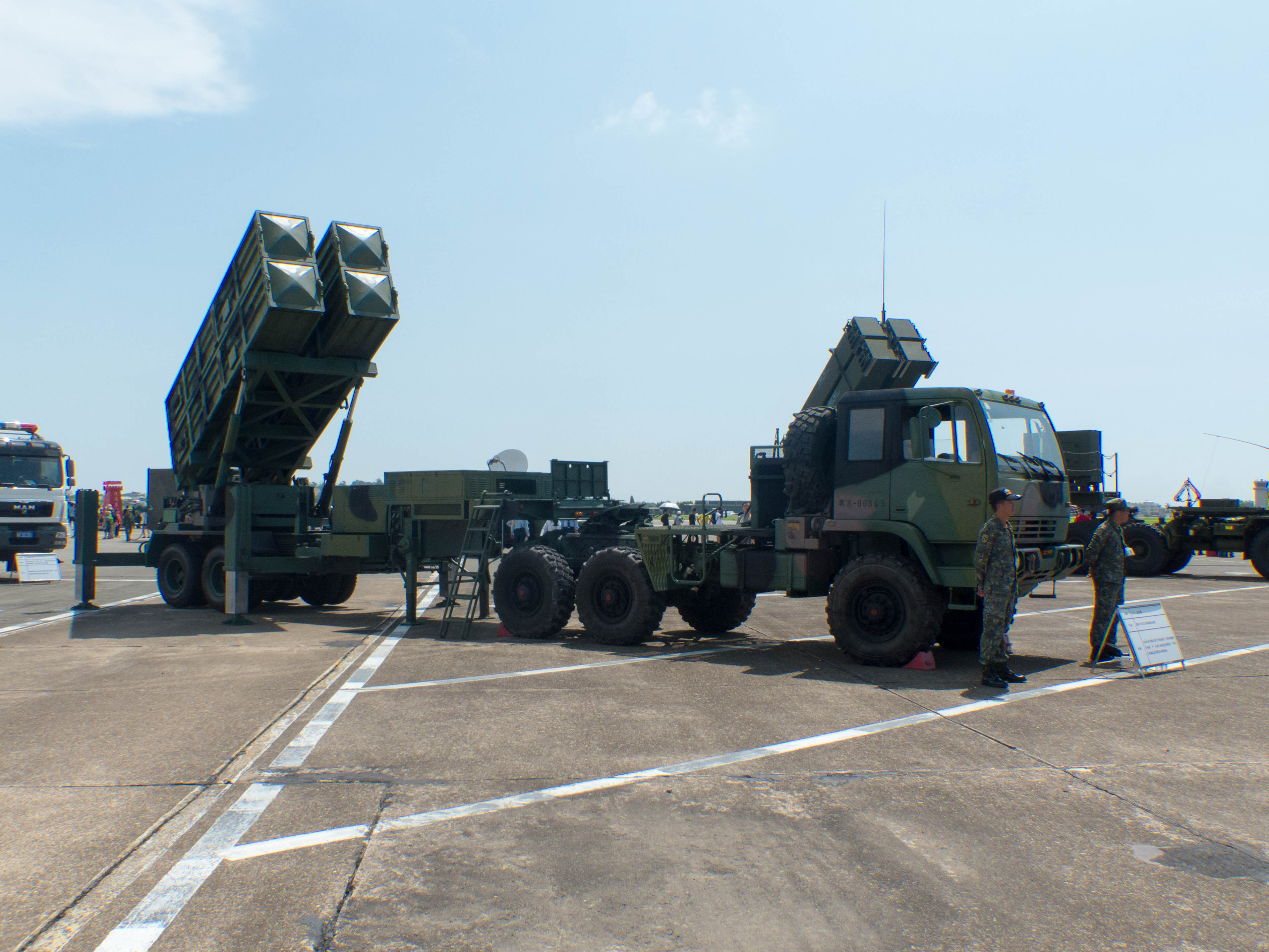
Un poste de tir Tien Kung II avec son camion de transport, en 2017.

Le développement du Tien Kung-I (aussi désigné TK-1) fut lancé en 1981 par l'institut des sciences et de la technologie Chungshan. Les tests de tir démarrèrent en 1986, le missile utilisant alors un autodirecteur radar semi-actif. Un autodirecteur passif à infrarouge fut également conçu comme système secondaire pour le TK-1. Il fut testé avec succès contre un Hawk jouant le rôle de cible, mais il ne fut jamais intégré au missile de série. L'institut Chungshan développa également un gros radar multifonction à antenne réseau à commande de phase, connu sous la désignation de Chang Bai (signifiant « grand blanc »), pour être employé avec les missiles de la série Tien Kung. Il a une couverture de 120° et une portée maximale de 450 km. Deux versions de ce radar existent, la première étant une version mobile, installée sur une remorque, et la deuxième étant un modèle fixe installé dans des bâtiments durcis.
Le radar Chang Bai serait basé sur le concept de l'ADAR-HP (Air Defense Array Radar-High Power) de Lockheed Martin, et opèrerait dans la plage de fréquences située de 2 à 4 GHz (bande S). Actuellement (2015), au moins sept systèmes seraient en service. Leurs performances restent classifiées, mais leur portée efficace de détection pour une cible d'un mètre carré serait d'environ 400 km. La version mobile de ce radar, développée à la fin des années 1990, pourrait fournir une couverture radar complète, en équipant le système de quatre antennes séparées, mais avec une portée de détection diminuée. Cette version fut présentée une fois en public mais ne fut jamais mise en service.
Le développement du Tien Kung-II (aussi désigné TK-2) commença aux alentours de 1986. Cette version ajoutait au missile initial deux accélérateurs de départ et un guidage terminal par radar actif. Certaines propositions furent rapportées, dont l'idée de développer une version surface-surface de ce missile. Des rapports non confirmés suggèrent que ce missile serait connu sous la désignation de « Tien Chi » (« hallebarde du ciel »). De nombreuses modifications ont été appliquées au Tien Kung 2, le transformant en une fusée à étage unique et lui apportant des capacités limitées contre les missiles balistiques de courte portée. Le premier tir contre une cible balistique fut rapporté en septembre 2008. Sept batteries de missiles TK-1/TK-2 sont en service et déployées à travers Taïwan, les îles Pescadores et l'île Dong-Yin,.

## Tien Kung I
Le Tien Kung I, ou TK-1 (en chinois : 天弓一), est basé sur les caractéristiques aérodynamiques du MIM-23 Hawk, son dessin initial ressemblant fortement à celui d'un AIM-54 Phoenix en réduction. Le TK-1 fut finalement redessiné et devint très similaire en apparence au missile MIM-104 Patriot américain, après que le gouvernement américain a autorisé Raytheon à transférer 85 % de la technologie de ce missile vers Taïwan. À la différence de leurs homologues servant aux États-Unis, les missiles taïwanais n'ont pas hérité de la technologie « Track-via-missile (en) », qui n'était pas incluse dans le lot de technologies proposé à Taïwan. Le TK-1 opère d'une manière similaire à celle des missiles SM-2, nécessitant un radar d'illumination pendant la phase d'attaque finale.

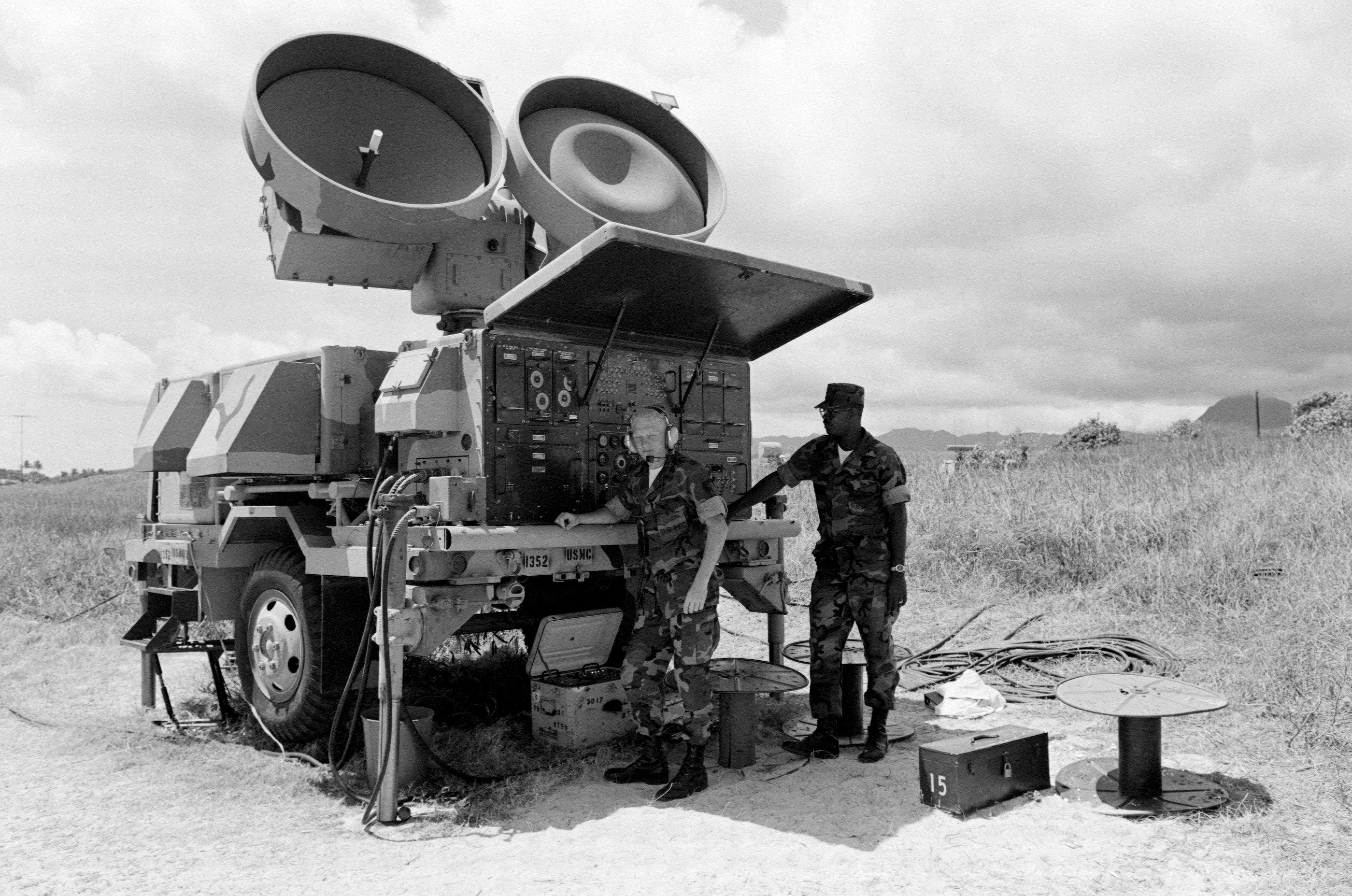
Le radar illuminateur HPI du Hawk.

Le TK-1 est conçu principalement pour cibler les attaques se produisant depuis des altitudes basses et moyennes. Chaque batterie de ces missiles est dotée d'un radar Chang Bai pour la recherche et la poursuite des cibles, tandis que deux radars supplémentaires CS/MPG-25 se chargent d'éclairer la cible pour la phase de vol terminale. Opérant en bande X (de 18 à 32 GHz), ces radars peuvent assurer leur rôle pour 3 à 4 lanceurs quadruples de missiles. La combinaison d'un guidage inertiel assisté de mises à jour de mi-parcours et d'un radar semi-actif pour l'attaque finale permet au TK-1 de profiter d'un vol privilégiant l'efficacité énergétique jusqu'au voisinage de la cible, point à partir duquel il commence à recevoir les données du radar illuminateur pour engager la cible dans les dernières secondes du vol. Cette technique permet également de ne laisser que très peu de temps à la cible pour préparer une manœuvre évasive ou pour activer ses contre-mesures électroniques. Le CS/MPG-25 est un radar d'illumination à antenne classique, travaillant en émission continue et d'une portée de 200 km. Développé uniquement par l'institut Chungshang, il est dérivé du radar HPI (High-Power Illuminator) AN/MPQ-46 de l'Improved Hawk, mais il est estimé être 60 % plus puissant, ainsi qu'être doté de capacités de guerre électronique et IFF améliorées. Il est couplé à son radar de recherche à commande de phase de la même manière que le système de défense aérienne Aegis de la marine américaine, ce qui donne au TK-1 des capacités d'engagement de cibles multiples.
Deux versions du lanceur existent. La première est installée dans des bâtiments durcis souterrains, entourés d'un mur en béton armé d'un mètre d'épaisseur, de manière à survivre à une attaque de forte intensité, alors que la deuxième est une version installée sur une remorque et fait partie intégrante du dense réseau de défense antiaérienne de Taïwan. En plus des bases installées sur l'île principale de Taïwan elle-même, l'armée de terre de la République de Chine a également déployé le TK-1 sur les îles extérieures de Penghu et Dong Ying, mettant ainsi toute la surface du détroit de Taïwan et une partie des provinces chinoises de Fujian, Zhejiang et Guangdong à portée de ses missiles. Dans la publication du mois d'août 2006 de la revue Jane's Missiles and Rockets, il fut rapporté que les missiles TK-1 allaient être retirés du service. Les missiles seraient alors remplacés par des TK-2 et les systèmes existants du TK-1 seraient portés au standard du TK-2, avec un radar amélioré et des unités d'entraînement dédiées (simulateurs).

## Tien Kung II

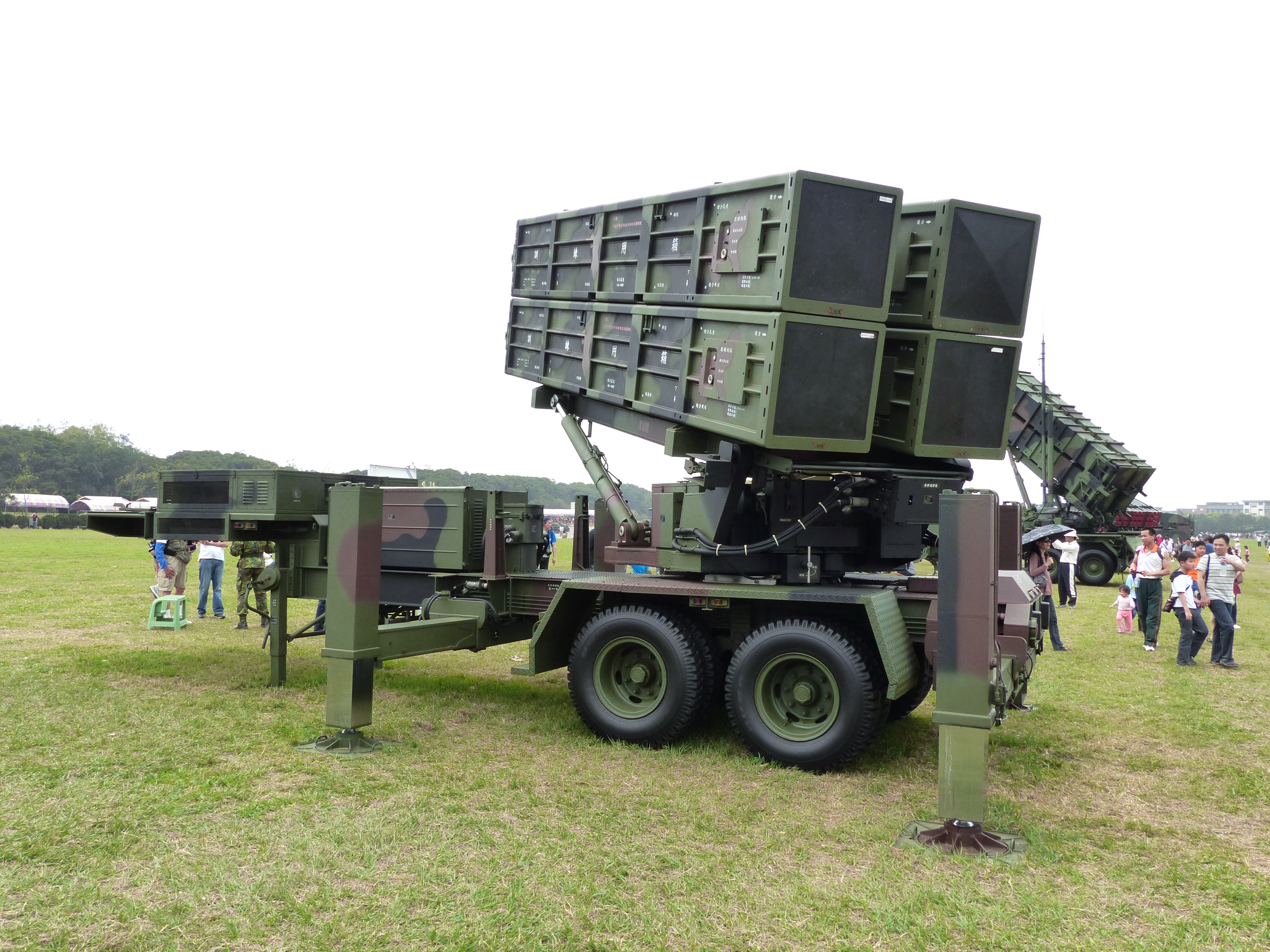
Poste de tir TK-2 avec ses quatre conteneurs.

Le Tien Kung II, ou TK-2 (en chinois : 天弓二), est également un système de défense antiaérienne développé par l'institut Chungshan. Initialement un TK-1 doté d'un étage accélérateur à poudre supplémentaire, le système devint une version modifiée légèrement agrandie du TK-1, embarquant un autodirecteur à radar actif travaillant en bande X, et doté d'une portée plus importante et de capacités antimissiles limitées. Le radar actif du TK-2 travaille dans la plage de fréquence des 28 à 32 GHz et apporte de bonnes performances contre les cibles aériennes ayant la taille typique d'un avion. Ce radar a été développé à partir de la technologie transférée sous licence que l'institut Chungshan a acheté aux États-Unis dans les années 1980.
Le TK-2 possède aussi le gros avantage de pouvoir être tiré depuis le même lanceur que celui qui lançait le TK-1, ce qui a grandement simplifié sa mise en place et réduit les coûts de fabrication qu'auraient imposés des lanceurs nouveaux. Les composants internes du missile ont été remplacés par des composants miniaturisés, tirant bénéfice des avancées technologiques de l'électronique moderne, ce qui a libéré de la place pour du carburant supplémentaire et un moteur-fusée principal plus puissant. S'il a été affirmé (sans confirmation) que le concept du TK-2 avait été décliné en une version surface-surface, le missile a également été modifié pour servir de fusée-sonde depuis le 15 décembre 1998, afin d'effectuer des recherches atmosphériques pour le compte de l'Organisation spatiale nationale. Le 3e exemplaire, lancé le 24 décembre 2003 depuis la base aérienne Jui Ping de Pingtung, mesurait environ 7,7 m de long pour une masse au lancement de 1 680 kg. Il a atteint une altitude maximale de presque 270 km et est retombé dans l'océan Pacifique à 142 km de sa base de lancement, huit minutes après avoir décollé. La masse de la charge utile scientifique était d'environ 100 kg et la fusée a atteint une vitesse maximale de 2 000 m/s. D'après la revue Taiwan Defense Review, selon la charge utile et les paramètres de vol choisis, la fusée pourrait être convertie pour atteindre une portée horizontale maximale de 500 km.

## Tien Kung III

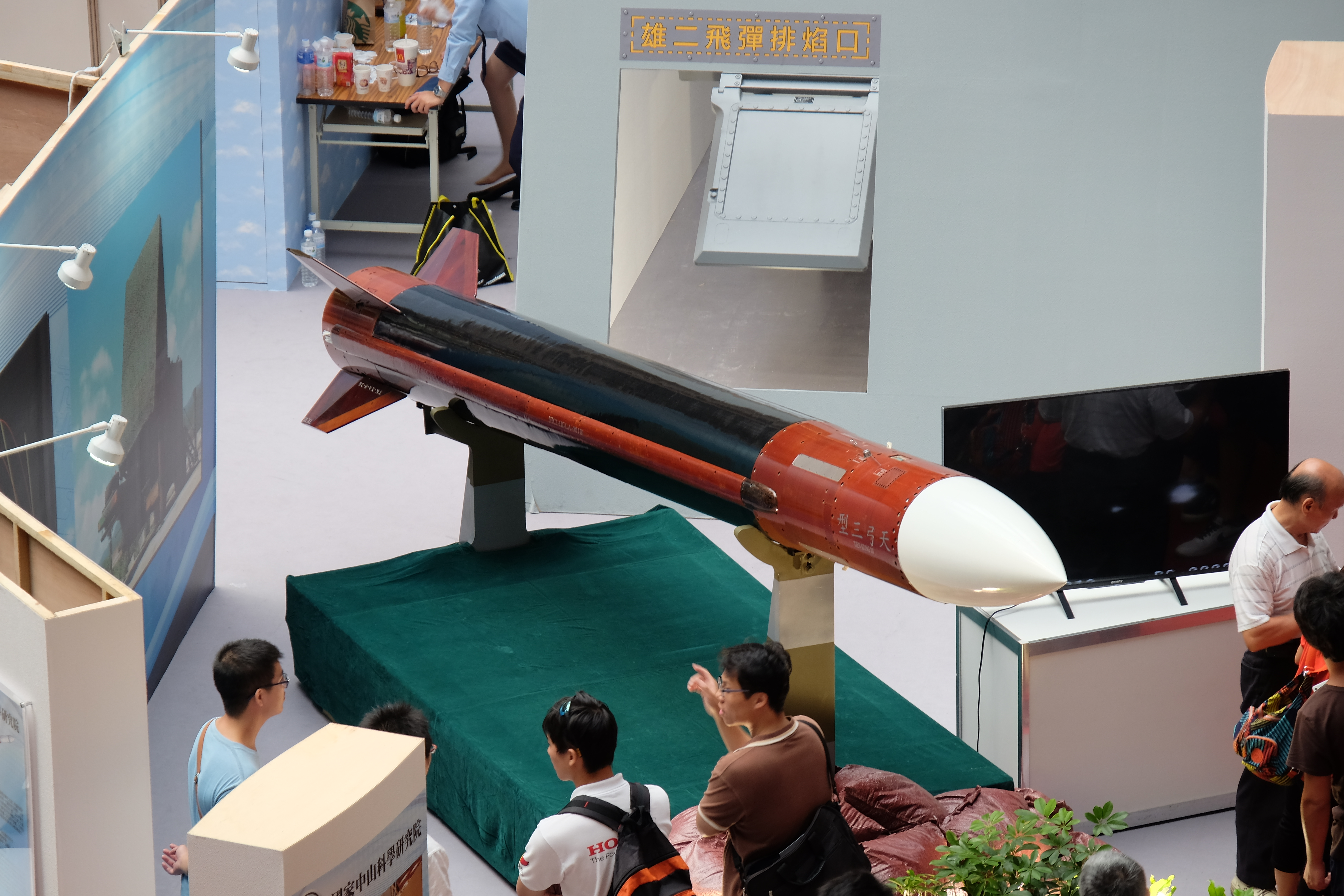
Maquette d'un missile TK-3, exposée en 2015.

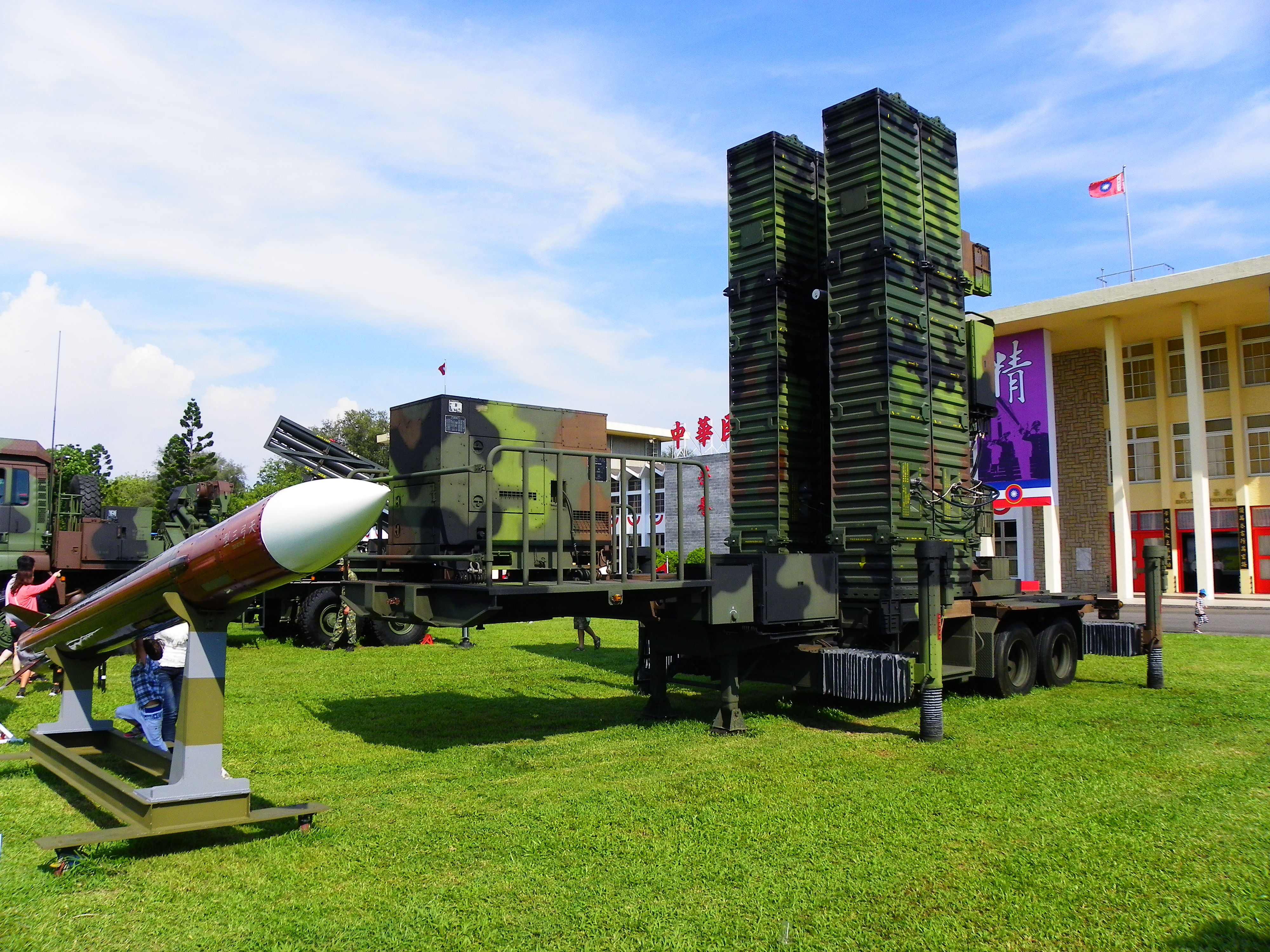
Batterie de missiles TK-3, exposée en 2014.

Il fut rapporté que Taïwan avait initialement recherché et même proposé un effort de développement conjoint pour co-produire un intercepteur de missiles avec les États-Unis. Les officiels taïwanais avaient demandé de l'aide technique de la part des Américains pour la mise au point d'un missile antibalistique tactique local, incluant le transfert des technologies « Hit To Kill » (HTK), en particulier celles associées à un radar actif en bande Ka et un contrôle d'attitude de précision. Il fut rapporté que l'institut Chungshan aurait souhaité obtenir la technologie de tube à ondes progressives associée au radar actif en bande Ka. Cependant, les refus des Américains de livrer à l'export un radar actif complet sans protection temporaire, ou de fournir la technologie de ces tubes à part, força l'institut taïwanais à opter pour une autre technologie de radar, contenant une grande part de technologie européenne.
Le Tien Kung III, ou TK-3 (en chinois : 天弓三) est un système de défense de palier inférieur basé sur le TK-2 et qui emploie un radar actif importé travaillant en bande Ku (de 12 à 18 GHz). Ce missile d'une portée annoncé publique de 200 km contient aussi une charge militaire à fragmentation dirigée et des systèmes de contrôle de précision améliorés, lui permettant d'engager des cibles rapides à faible surface équivalente radar, telles que les missiles balistiques. Il a été conçu avec l'idée d'une plus grande mobilité que les systèmes TK-1/TK-2 originaux, contient un système de gestion de combat intégré et emploie un radar Chang Bai amélioré ou un nouveau radar mobile opérant en 3D,. Ce nouvel équipement, désigné Chang-Shan (« grande montagne ») possède des ressemblances frappantes avec le radar Raytheon AN/MPQ-65 utilisé par le Patriot. Il travaillerait sur une plage de fréquences située entre 4 et 8 GHz (bande C) et, comme l'AN/MPQ-65, serait monté sur une remorque et doté d'une antenne rectangulaire de taille similaire. Cependant, il ne semble pas contenir une quelconque antenne de guidage secondaire, comme celles dont dispose le système AN/MPQ-65 sous son antenne principale, et il reste impossible de déterminer si ce nouveau radar est capable de fournir une illumination de cible pour les missiles TK-1. Cependant, cela ne devrait poser aucun souci pour l'utiliser avec les radars actifs des missiles TK-2 et TK-3, ces missiles ne nécessitant aucune illumination de cible. Le nouveau radar améliore la survivabilité et la flexibilité opérationnelles des systèmes TK-2 et TK-3, leur permettant de se déployer en batterie rapidement sur une aire non préparée précédemment.
La fabrication du système antiaérien Tien Kung III commence à remplacer les stocks de missiles Hawk de 2015 à 2017. Précédemment, les États-Unis avaient proposé à Taïwan de mettre à jour le Hawk, d'acheter le missile NASAMS ou d'acheter le système THAAD. Le ministère de la Défense décida finalement de poursuivre le développement d'armes locales pour servir ses besoins.
Trois batteries de missiles sol-air sont annoncées devant couvrir la côte orientale de l'île de Taïwan. Des manœuvres avec tirs réels ont lieu en décembre 2016. Le 29 janvier 2019, la présidente taïwanaise Tsai Ing-wen déclare que le déploiement de ces missiles est la priorité absolue en matière de politique de défense et a donné l’ordre d’accélérer la production.
Une version navale destinée à équiper de futures classes de navires de la Marine de la république de Chine est testée au sol en novembre 2016.